# Avenida Raimundo Pereira de Magalhães
A Avenida Raimundo Pereira de Magalhães é uma importante avenida da zona noroeste da cidade de São Paulo. Com cerca de 18 quilômetros de extensão, a via inicia-se no distrito da Lapa, seguindo de maneira descontinuada após a Marginal Tietê. A partir desse trecho, atravessa os distritos de Pirituba, Jaraguá e Perus, até terminar na divisa com o município de Caieiras. Faz parte da chamada Estrada Velha de Campinas.
O nome da avenida é uma homenagem a Raimundo Pereira de Magalhães, imigrante português fundador da Cia. Industrial Suburbana, no bairro da Lapa, posteriormente transformada na Companhia Suburbana Imobiliária.
Nesta avenida encontram-se o Tietê Plaza Shopping, localizado próximo a Marginal Tietê, e o Cantareira Norte Shopping, na região do Jaraguá. Também abriga parte do Terminal Pirituba da SPTrans.
De acordo com um levantamento de 2023 do Datazap+, a avenida é a via mais procurada para aluguel e compra de casas e apartamentos na capital paulista. O preço médio do metro quadrado para aluguel é R$ 28,57; enquanto o metro quadrado para venda é em média R$ 5.921,88, cerca de 2 vezes mais em conta do que os preços praticados na Rua Oscar Freire, na zona oeste, conhecida por abrigar diversas lojas de marcas de grife, cujos preços são, em média: R$ 60 o m² para locação e R$ 14.262,04 o m² para venda. Ainda de acordo com uma matéria do Terra, ela é uma das cinco vias com maior volume de transações da cidade, com um tiquete médio de R$ 388.567, sendo que é necessário ter uma renda de R$ 12.007 para conseguir um financiamento com parcela inicial de R$ 3.343.
Com apenas duas pistas em toda sua extensão, a avenida sofre com grandes congestionamentos nos horários de pico, segundo relatos de moradores do entorno.
Atualmente, encontra-se em andamento uma série de obras visando readequar os acessos à avenida, bem como sua estrutura. Entre elas, está prevista a construção de um complexo viário visando ligar o trecho da via situado no distrito da Lapa ao restante de sua extensão, no lado oposto da Marginal Tietê. Ainda estão incluídos o alargamento da via e a implantação de seis faixas de rolamento, três em cada sentido, sob a linha férrea; a implantação de um canteiro central com ciclovia, e a construção de um binário de acesso ao Terminal Lapa e de uma nova passagem inferior sob a Linha 8-Diamante do Trem Metropolitano, com faixas para veículos, ônibus, passeio para pedestres e ciclovia.